# Bataille de Porto Delphino
La bataille de Porto Delphino ou Porto Delfino est une bataille navale qui oppose une frégate de l'ordre de Saint-Jean de Jérusalem, commandée par le chevalier d'Hocquincourt, à une trentaine de galères turques, le 27 novembre 1665 à Porto Delfino (petit port connu de nos jours sous le nom de Kolokythia, Langadas ou Lagkada), sur la côte orientale de l'île de Chios, en Grèce. Malgré le déséquilibre des forces en présences, les galères ottomanes se retirent après plusieurs heures de combat.

## La bataille
En 1665, les deux hommes se couvrent d'une gloire encore plus grande, qui revient surtout à Hocquincourt, pour la hardiesse et l'habileté de ses manœuvres. Le 27 novembre 1665, après avoir poursuivi un pirate, qui lui avait échappé à la faveur de la nuit, vers Mytilène, d'Hocquincourt entre dans le boghas ou canal de Chios, et mouille dans la grande calanque de Porto Delfino. Voici le récit de la bataille que donne l'historien du XIXe siècle La Roncière :

« Le 27 novembre 1665, leur frégate venait d'entrer avec une riche prise dans le port de Kolokithia (Porto Delfino), sur la côte orientale de l'île de Chio, quand vingt quatre galères de Memmi-Pacha Oglou surgissent à l'entrée de la rade.

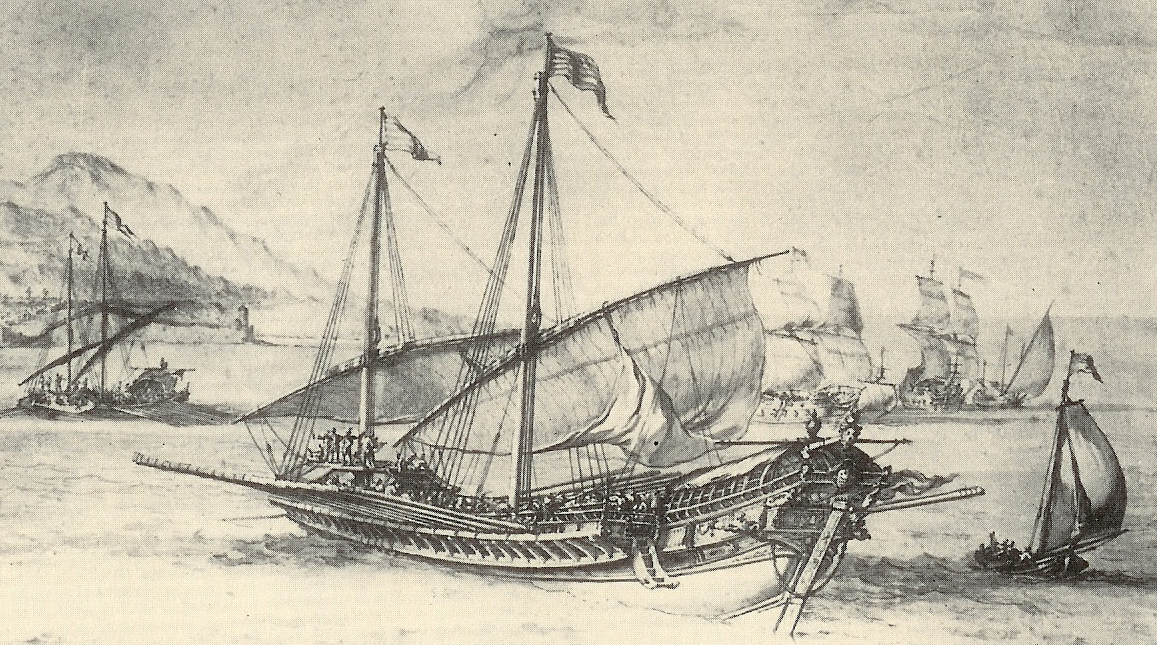
Galères par Pierre Puget- vers 1655

La partie sud du port est couverte par l'îlot de San Stefano, « L'écueil des Vignes ». Dans l'étroit chenal qui s'isole de la pointe Pali, Hocquincourt s'engagea pour tâcher de gagner le large. La bonasse l'empêcha d'avancer. Et les galères turques, se dérobant à ses redoutables batteries de flanc, contournèrent l'îlot pour l'attaquer par derrière ... leur meute, rangée en demi-cercle donnait de la voix des gros canons de coursives, que soutenaient les arquebusades des janissaires débarqués sur l'écueil.
Du haut de la poupe où ses mousquetaires tiraient « en bel ordre » à l'abri de « paillets », Hocquincourt dirigeait la défense. Tourville, des quatre pièces d'arrière « chargée à cartouches » faisait un carnage affreux parmi les équipages et la chiourmes. Comme pour narguer l'ennemi, les sculptures de la poupe figuraient deux Turcs prostrés devant une comète fulgurante. Les Turcs la criblaient de flèches dont l'une aurait atteint Hocquincourt au cœur, sans la bonne épaisseur de son pourpoint. Un boulet lui avait passé entre les jambes, son chapeau était percé de balles et ses vêtements couverts de sang ... Son valet de chambre, à son côté, était tombé décapité. Mais rien ne pouvait ébranler la « grande fermeté d'esprit » du chevalier.
Tout à coup, Memmi-Pacha Oglou fonça sur notre vaisseau avec une telle violence qu'il le projeta hors du chenal. Un Turc qui se hissait sur le triquet pour arracher notre bannière fut abattu d'un coup de pistolet par le chevalier du Moulin, bientôt frappé lui-même. Mais le capitaine ne put tenir sous la mitraille des pièces de Tourville, sous la grêle de nos grenades et la pluie de nos lances à feu ... au bout d'une demi-heure « d'un grand carnage, elle scia (recula) toute en désordre, laissant pour trophée de sa honte son nez » ... son éperon demeura planté dans notre poupe. Aucune autre galère ne se risqua à l'abordage ... mais toutes, « avec de grandes huées », par trois fois exécutèrent de près d'effroyables décharges. Impassible, Hocquincourt attendait l'assaut, cimeterre au poing, ayant remis au fourreau la fameuse épée que portait son père le maréchal lors du forcement des lignes d'Arras.
Il y avait cinq heures que durait la bataille. Vers deux heures parurent dix autres galères que Dourach-bey amenait de Smyrne avec une cargaison de munitions. Mais le vent s'était levé ... notre vaisseau virant de bord, présenta le flanc aux galères qui s'éparpillèrent comme une volée d'oiselles, « pour ne pas être cueillies par la formidable artillerie des chrestiens ». Trente quatre galères laissaient notre vaisseau « maistre du champ de bataille ». Dix-sept mille hommes prenaient la fuite devant trois cents ... Le bilan de nos pertes ne dépassait pas dix-sept morts et quarante-huit blessés, et parmi ceux-ci, presque tous les chevaliers, tandis que les janissaires à eux seuls comptaient plus de trois cents morts ... Durant quinze jours la flotte turque avariée ne put prendre la mer ... »

## Conséquences
Le combat a un retentissement extraordinaire en Europe. Les généralissimes de la flotte et de l'armée vénitiennes, Andrea Corner et le marquis Ville, leurs lieutenants généraux Pisani et Giustiniani, rendent visite au vainqueur dans le port de Paros. 
Louis XIV et le duc de Beaufort, grand-maître de la navigation, gratifient Hocquincourt de lettres autographes qui, malheureusement, ne lui parviennent pas. Car au lieu de revenir en France, avec le rang de capitaine de vaisseau, Hocquincourt poursuit ses courses solitaires… Et, le 14 mars 1666, son vaisseau sombre dans le détroit semé d'écueils qui sépare de la Crète l'île de Kassos. Sur les 330 hommes d'équipage, 208 périssent et, parmi eux, le chevalier d'Hocquincourt. Son corps rejeté sur la plage est inhumé dans la chapelle de Sainte-Marine près de Kasos. Tourville n'était pas à bord. Rappelé par sa famille, il avait pris la route de Venise où la République le gratifie d'une médaille d'or et d'un certificat dithyrambique délivré à « l'invincible protecteur du commerce maritime, à la terreur des Turcs. »

### Sources et bibliographie
- Charles de La Roncière, Histoire de la marine française : La Guerre de Trente Ans - Colbert, Paris, Plon, 1920 (lire en ligne), p. 271-272
- Jean Merrien, Histoire des corsaires (Biographie), Louviers, Ancre de Marine Éditions, 2003, 239 p. (ISBN 978-2-841-41156-6, lire en ligne), p. 70-71
- Henry Le Marquand, Tourville : marin de Louis XIV, H. Lardanchet, 1942, 392 p., p. 23